# Henry Hurd Rusby
Henry Hurd Rusby (Nutley (ao tempo Franklin Township), New Jersey, 26 de abril de 1855 — Sarasota, Florida, 18 de novembro de 1940) foi um botânico, farmacêutico e explorador norte-americano. Descobriu várias espécies novas de plantas e desempenhou um papel importante na fundação do Jardim Botânico de Nova Iorque e no desenvolvimento de programas de investigação e exploração daquela instituição. Ajudou a estabelecer o campo da botânica económica e deixou uma coleção de investigação e trabalhos publicados em botânica e farmacologia. Participou em várias expedições entre 1880 e 1921 e, em 1921, liderou a Expedição Mulford (a Mulford Biological Exploration of the Amazon Basin) à floresta amazónica

## Biografia
Henry H. Rusby cresceu em Franklin (atualmente Nutley), New Jersey. Demonstrou um interesse apaixonado pelas plantas. Aos 21 anos de idade, o seu herbário ganhou o primeiro prémio na Exposição Universal de 1876 (a Philadelphia Centennial Exposition) realizada em 1876.
Conheceu o Dr. George Thurber que era presidente da Sociedade Botânica de Torrey (ou Clube Botânico de Torrey). Rusby juntou-se ao clube em 1879, quando estudava medicina na Faculdade de Medicina da Universidade de Nova Iorque.
Em 1880, ainda estudante de medicina, passou 18 meses a recolher plantas no Texas e no Novo México para a Smithsonian Institution. Em 1883, regressou ao sudoeste dos Estados Unidos para estudar e colecionar a flora medicinal do Arizona, para a Parke-Davis & Co.
Em 1884, licenciou-se em medicina e, no ano seguinte, partiu para uma expedição de dois anos para a Parke, Davis & Co., atravessando a América do Sul e explorando regiões remotas da Colômbia, Equador, Peru, Chile, Bolívia e Brasil. Embora formado como médico, Rusby optou por deixar a medicina pelo seu interesse pela Botânica.
Em 1889, tornou-se professor de Botânica e Matéria Médica na Escola de Farmácia da Universidade de Columbia. Foi reitor da Faculdade durante 26 anos até à sua reforma em 1930, e reitor emérito até à sua morte em 1940.
A sua associação com o Jardim Botânico de Nova Iorque começou mesmo antes da criação formal do jardim. Como membro do Torrey Botanical Club, conheceu o célebre botânico e taxonomista Nathaniel Lord Britton. A criação de um jardim botânico era um objetivo do clube. Em 1888, foi formado um comité pró-jardim botânico, com oito membros distintos do clube, incluindo Britton e Rusby. Rusby foi fundamental na colaboração entre o Herbário Escola de Columbia  (Herbarium School of Columbia) e a biblioteca botânica do Jardim Botânico de Nova Iorque.
Em 26 de janeiro de 1898, Rusby foi designado curador honorário do Museu de Botânica Económica (Museum of Economic Botany.).
As suas explorações tropicais, nomeadamente na Amazónia, forneceram material para estudos taxonómicos e de botânica económica no Jardim Botânico de Nova Iorque. A produtividade destas explorações deveu-se à sua força e capacidade de exploração. Em 1921, aos 65 anos de idade, fez a sua última viagem à América do Sul como diretor da Mulford Biological Exploration of the Amazon Basin.
Em 1923, foi-lhe atribuída a Medalha Remington pelos seus contributos para a indústria farmacêutica. Rusby faleceu em 18 de novembro de 1940, com 85 anos de idade.

## Obras
Entre outras, é autor das seguintes obras:
- Smith Ely Jelliffe (co-autor): Essentials of Vegetable Pharmacognosy, 1895.
- "Report of Work on the Mulford Biological Exploration of 1921–22". Journal of the New York Botanical Garden 23(272): 101–111, August 1922.
- "New Species of Trees of Medicinal Interest from Bolivia". Bulletin of the Torrey Botanical Club 49: 259–264, September 1922; & Journal of the American Pharmaceutical Association, October 1922.
- "Descriptions of New Genera and Species of Plants Collected on the Mulford Biological Exploration of the Amazon Valley, 1921–1922,". Memoirs of the New York Botanical Garden 7: 205–387, Março de 1927.
- Autobiography, Jungle Memories. 1933.
- 1893 : An enumeration of the plants collected in Bolivia by Miguel Bang
- 1895 : Essentials of Vegetable Pharmacognosy: A Treatise on Structural Botany, Designed Especially for Pharmaceutical and Medical Students, Pharmacists and Physicians
- 1899 : Morphology and histology of plants, designed especially as a guide to plant-analysis and classification, and as an introduction to pharmacognosy and vegetable physiology
- 1911 : A manual of structural botany; an introductory textbook for students of science and pharmacy
- 1920 : Descriptions of Three Hundred New Species of South American Plants: With an Index to Previously Published South American Species by the Same Author
- 1930 : Jungle Memories